# NGC 5804
NGC 5804 est une galaxie spirale barrée située dans la constellation du Bouvier. Sa vitesse par rapport au fond diffus cosmologique est de 4 148 ± 10 km/s, ce qui correspond à une distance de Hubble de 61,2 ± 4,3 Mpc (∼200 millions d'al). NGC 5804 a été découverte par l'astronome germano-britannique William Herschel en 1787.
La classe de luminosité de NGC 5804 est II et elle présente une large raie HI. C'est aussi une galaxie active (AGN) et aussi une galaxie lumineuse dans l'infrarouge (LIRG).

## Groupe de NGC 5797
NGC 5804 fait partie d'un trio de galaxies, le groupe de NGC 5797 la galaxie la plus brillante des trois. L'autre galaxie du trio est NGC 5794. 